# Musée d'Art populaire saxon avec sa collection de théâtre de marionnettes

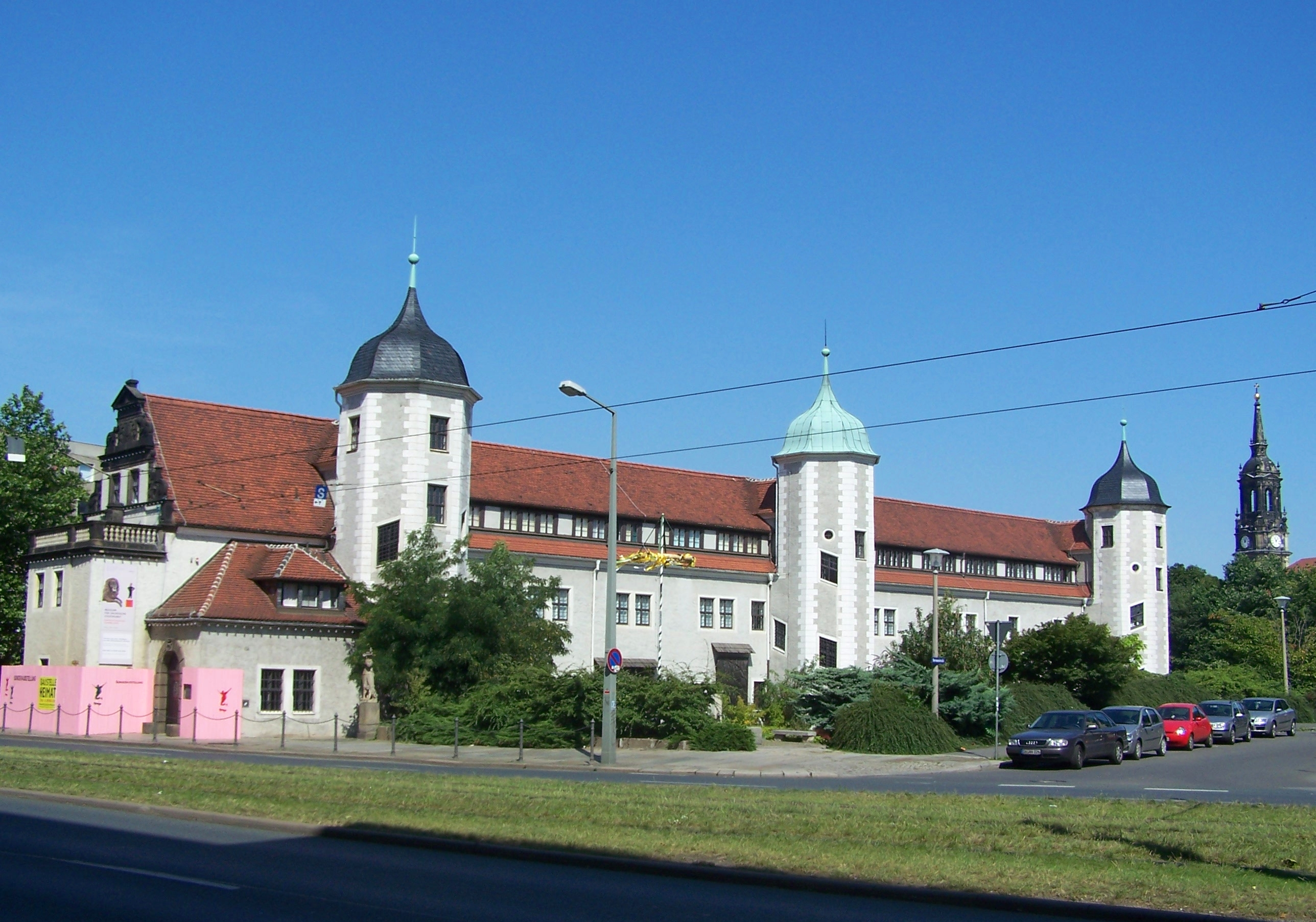
Jägerhof.

Le musée d’Art populaire saxon avec sa collection de théâtre de marionnettes (nom officiel allemand : Museum für Sächsische Volkskunst mit Puppentheatersammlung) est un musée situé à Dresde, Allemagne. Il est situé dans le Jägerhof (littéralement "Maison du Chasseur", un bâtiment vieux de 400 ans), et fait partie des Collections nationales de Dresde.
Il s'agit du seul musée d'Arts populaires en Allemagne, et il est consacré aux arts populaires saxons. Il a été restauré en 2010 et rouvert après dix mois de travaux qui ont couté 1,5 million d'euros. Dans le musée, on peut trouver des sculptures sur bois et des pyramides illuminées provenant de l’Erzgebirge, des tissages de lin imprimés de provenance de la Lusace, des costumes des Wendes et des dentelles produites au Vogtland, des meubles peints, de la céramique abondamment décorée et une collection de jouets historiques. On peut aussi admirer des objets de la culture Sorabe. Le joyau de la collection est une passion du Christ en bois dont le mécanisme fait jouer la scène aux petits personnages disposés sur différents panneaux.
Depuis 2005, le Museum für Sächsische Volkskunst dispose de la Puppentheatersammlung (Collection de Théâtre de Marionnettes) de Dresde. Il s'agit d'une des collections les plus importantes du monde de ce type.

## Galerie

Pièces conservées au musée
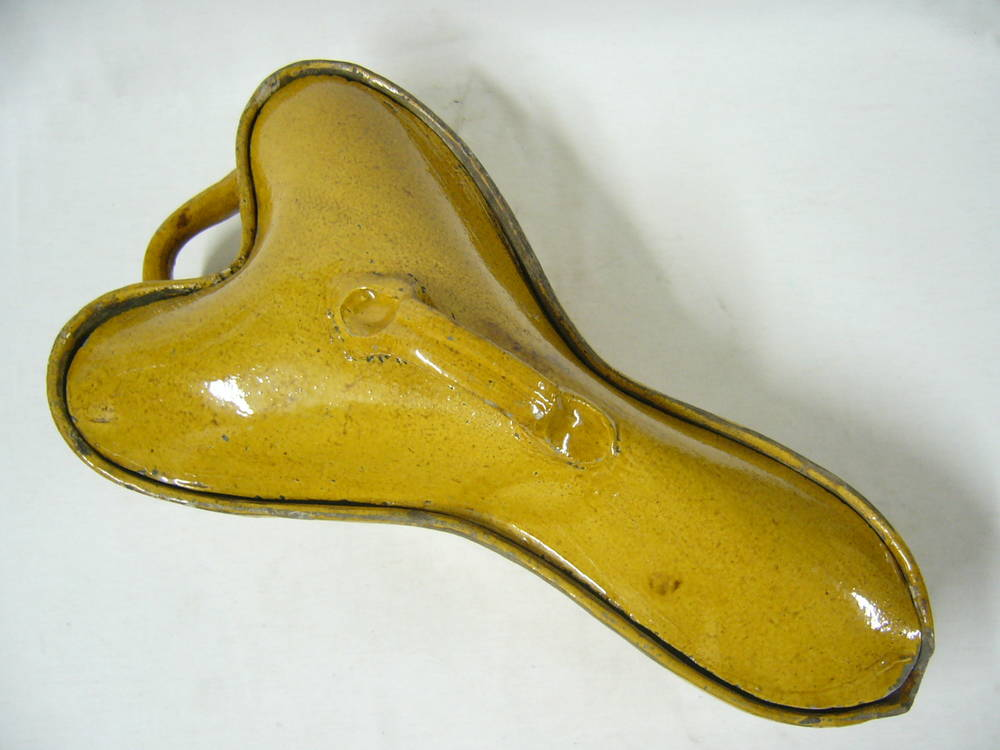
Poêle à lièvre du XIXe siècle
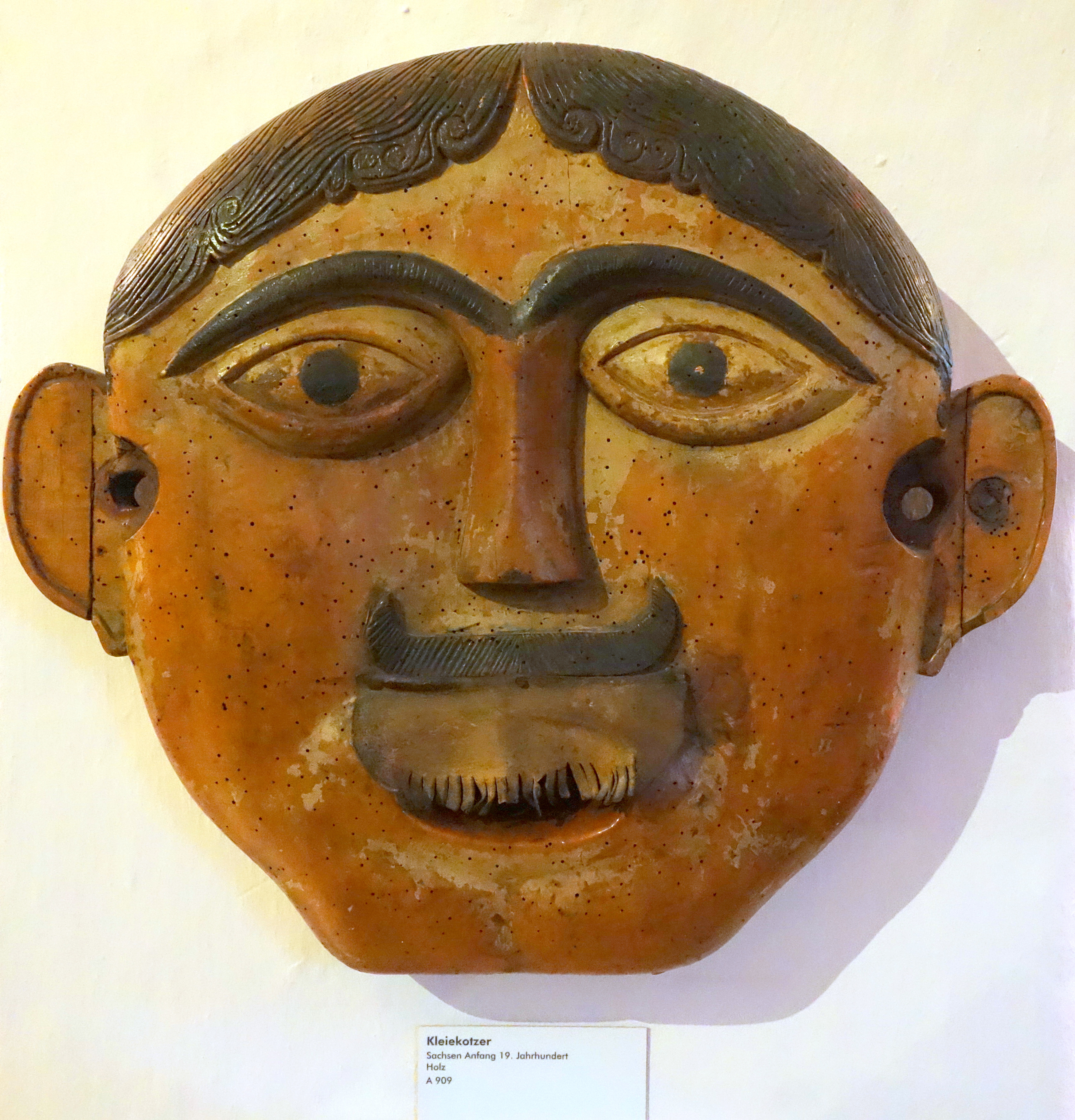
Dégorgeoir de moulin
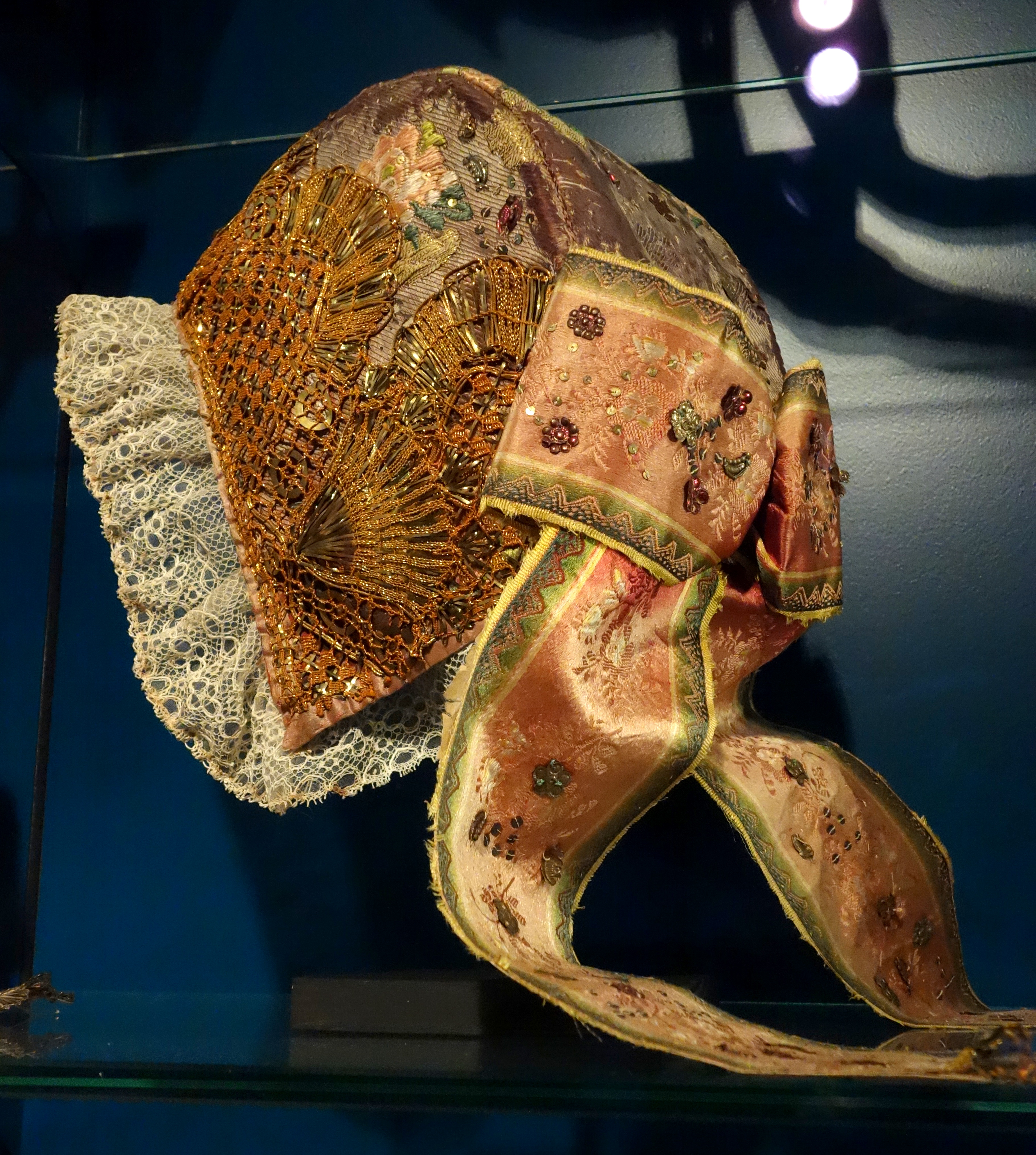
Bonnet
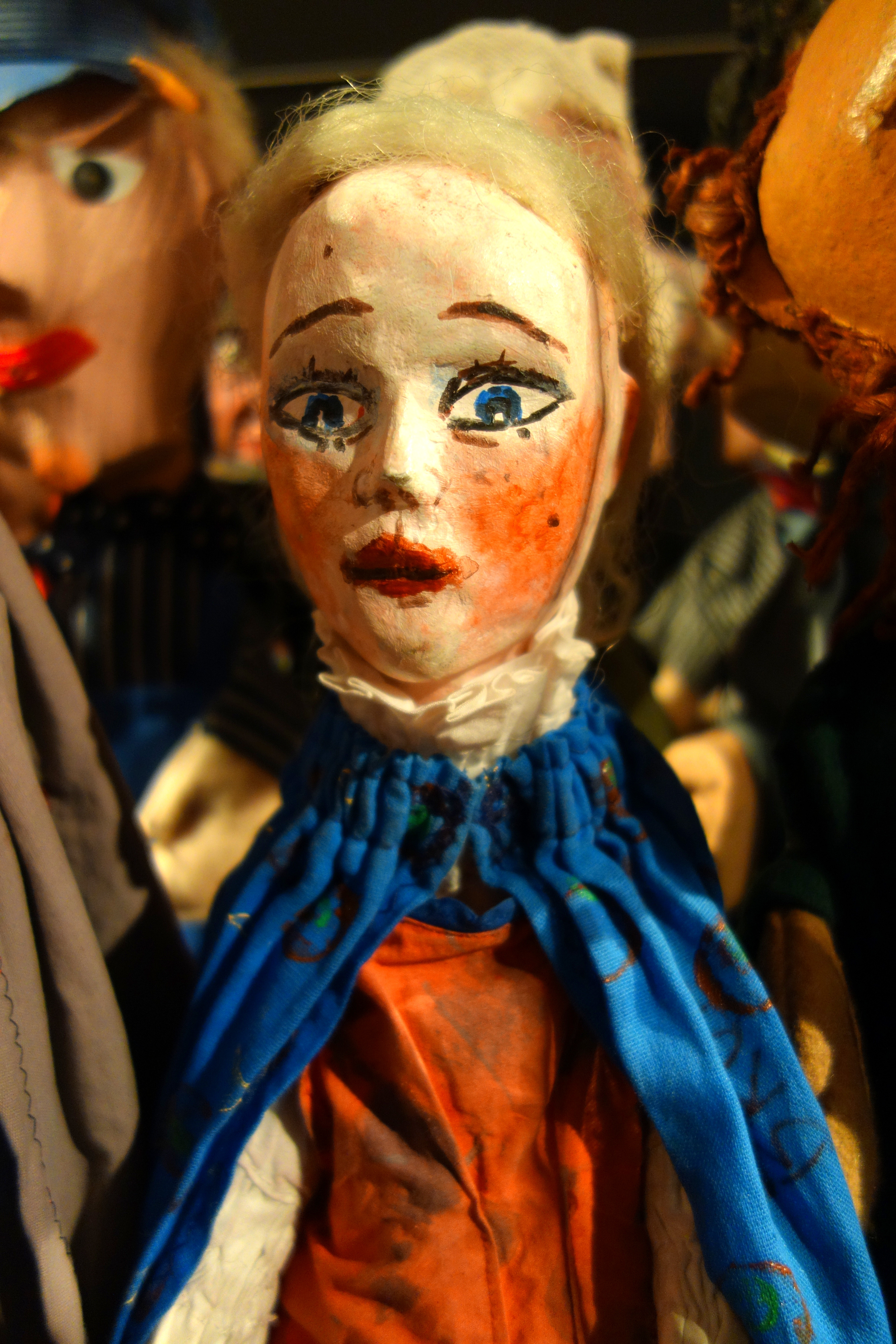
Marionnette
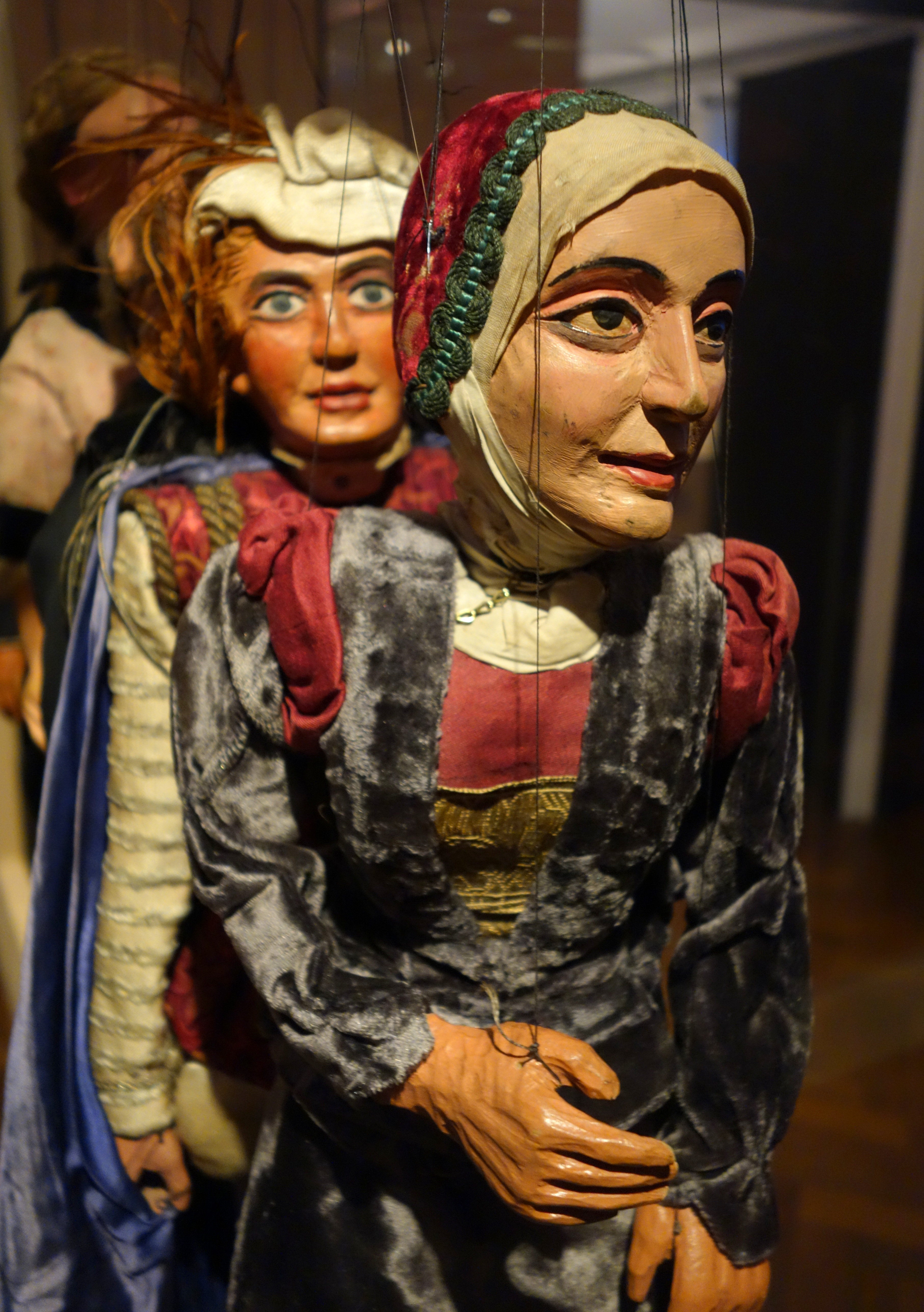
Marionnettes